# فليفيل
فليفيل (بالفرنسية: Fléville)‏ هي بلدية فرنسية تقع في إقليم الأردين التابعة لمنطقة غراند إيست. 